# Sint-Marculphuskerk
De Sint-Marculphuskerk is een kerkgebouw uit 1912 in Dorst aan Baarschotsestraat 85. De kerk is bekend vanwege de Marcoen-verering.

## Geschiedenis
In 1511 werd voor het eerst melding gemaakt van een kapel in Dorst. Deze kapel was aan de Heilige Drievuldigheid gewijd. Ze moest in 1648 worden gesloten en raakte in verval. In 1675 konden de katholieken een schuurkerk in gebruik nemen.
In 1689 kwam een Marcoenreliek naar deze kerk, die waarschijnlijk afkomstig was van de Sint-Salvatorabdij te Antwerpen, en door de Antwerpse bisschop Marius Ambrosius Capello geschonken werd. De aanleiding voor deze schenking was de benarde financiële situatie waarin zich de rector van de kapel, de Norbertijn Norbertus Somers, bevond. De opzet slaagde, want Dorst werd een bloeiend bedevaartsoord.
Pas in 1790 werd Dorst verheven tot zelfstandige parochie. De schuurkerk werd aan Sint-Marculphus gewijd. Het is aldus de enige kerk in Nederland die Marcoen als patroonheilige heeft.

## Marcoenverering
In 1835 werd een waterstaatskerk tegenover de vervallen kapel gebouwd. De kapel werd afgebroken. In 1912 werd ook de waterstaatskerk afgebroken en de huidige Sint-Marculphuskerk gebouwd. Op de plaats waar eens kapel en waterstaatskerk stonden bevindt zich tegenwoordig een parkje, Kapelerf geheten. Reeds in 1833 werd een volle aflaat verleend aan alle geloovige Christenen, die (...) de Parochiale Kerk van Dorst bezoeken (...) en aldaar eenigen tijd zullen bidden voor de voortplanting van het H. Geloof. Uiteraard werd ook aan lijders aan koningszeer of soortgelijke kliergezwellen het gebruik van het ter ere van Marcoen gewijde water (Marcoenwater), het doen van een noveen en het bezoeken van de parochiekerk van Dorst ten zeerste aanbevolen. Aangezien het op de hoogtijdagen van de bedevaart naar Dorst (Meikesdorst) ook volop kermis was, mochten dorp en parochiekerk zich in een ruime belangstelling verheugen. Er was dan een processie en menig boerenjongen zocht zich een partner (Meiskesdorst). In 1913 werd een speciaal Marcoenlied geschreven en in druk verspreid.
Aan de Marcoen-devotie kwam eind jaren 60 van de 20e eeuw een einde. Het Marcoenwater was niet meer in trek, en trouwens ook het koningszeer kwam niet meer voor. Enkele individuele bedevaartgangers komen nog wel, en sinds 1993 wordt ook weer het Marcoenlied ten gehore gebracht.

## Gebouw
De huidige kerk, ingewijd in 1912, werd ontworpen door Jos Cuypers. De kerk werd in de pastorietuin gebouwd en moest vanwege de beschikbare ruimte op het noorden worden georiënteerd. Het is een pseudobasilicale bakstenen kruiskerk. De voorgevel bestaat uit een door twee lagere bijtorentjes geflankeerde middentoren, zodat deze enigszins het karakter heeft van een westwerk.
In de kerk bevindt zich een Marcoenkapel met daarin episoden uit het leven van de heilige. Er zijn diverse interieurstukken die dateren uit de bouwtijd. Ook heeft de kerk glas-in-loodramen. Er is een 19e-eeuws gepolychromeerd beeld van de Heilige Marcoen.

## Vrijgevigheid des Konings
In 1981 werd een steen teruggevonden in het koetshuis van slotje Braeckesteyn in Oosterhout met het opschrift:
Deo VIVo eX MUnIfICentIa regIs CorUsCo', hetgeen vertaald wordt als ' Voor God die leeft, straal ik de vrijgevigheid des konings uit'.

De steen komt uit de gevel van de kerk die in 1835 op het kapelerf werd gebouwd. Koning Willem I verleende een subsidie van 7.000 gulden voor de bouw. De hoofdletters in de latijnse tekst vormen samen het jaartal 1835.

De steen werd in de muur van de huidige kerk aangebracht en op 26 april 1987 onthuld door mgr. H. Ernst, bisschop van Breda, bij gelegenheid van het 75-jarig bestaan van de huidige kerk.